# 리처드 C. 서라피언
리처드 C. 서라피언(Richard C. Sarafian, 1930년 4월 28일 ~ 2013년 9월 18일)는 미국의 배우, 영화 감독, 각본가, 영화 제작자이다.
뉴욕에서 태어났으며 샌타모니카에서 사망하였다. 사인은 폐렴이다.

## 작품 목록
- 닥터 두리틀 2 (2001년)
- 픽킹 업 더 피시스 (2000년)
- 경찰서를 털어라 (1999년) - 엉클 루 역
- 불워스 (1998년)
- 그녀는 거짓말쟁이 (1996, Hello, She Lied)
- 고티 (1996년)
- 바운드 (1996년)
- 크로싱 가드 (1995년)
- 돈 쥬앙 (1995년)
- 터미널 스피드 (1994년)
- 야생화 (1994년)
- 그레이 건맨 (1993년)
- 루비 (1992년)
- 벅시 (1991년) - 잭 드래그너 역
- 스타 파이어 (1990년)
- 론리 하트 (1987년)
- 분노의 눈동자 (1986년)
- 송라이터 (1984년)
- 암흑가의 혈투 (1981년)
- 위기일발 해안 열차 (1979년)
- 썬번 (1979년)
- 배신의 그림자 (1977년)
- 내가 사랑한 스파이 (1976년)
- 배니싱 포인트 (1971년)
- 프래그먼트 오브 피어 (1970년)
- 백마와 소년 (1969년)
- 벤 케이시 (1961년)

### 텔레비전 출연
- 매버릭 (1961)
- 샤이안 (1961-62)
- 선셋 77번가 (1962-63)
- 환상특급 (1963)
- 서부를 향해 달려라 (1965)
- 딜론 보안관 (1965-68)
- 배트맨 (1966)